# Emarginula bonfittoi
Emarginula bonfittoi is een slakkensoort uit de familie van de Fissurellidae. De wetenschappelijke naam van de soort is voor het eerst geldig gepubliceerd in 2001 door Smriglio & Mariottini.